# 머리끈

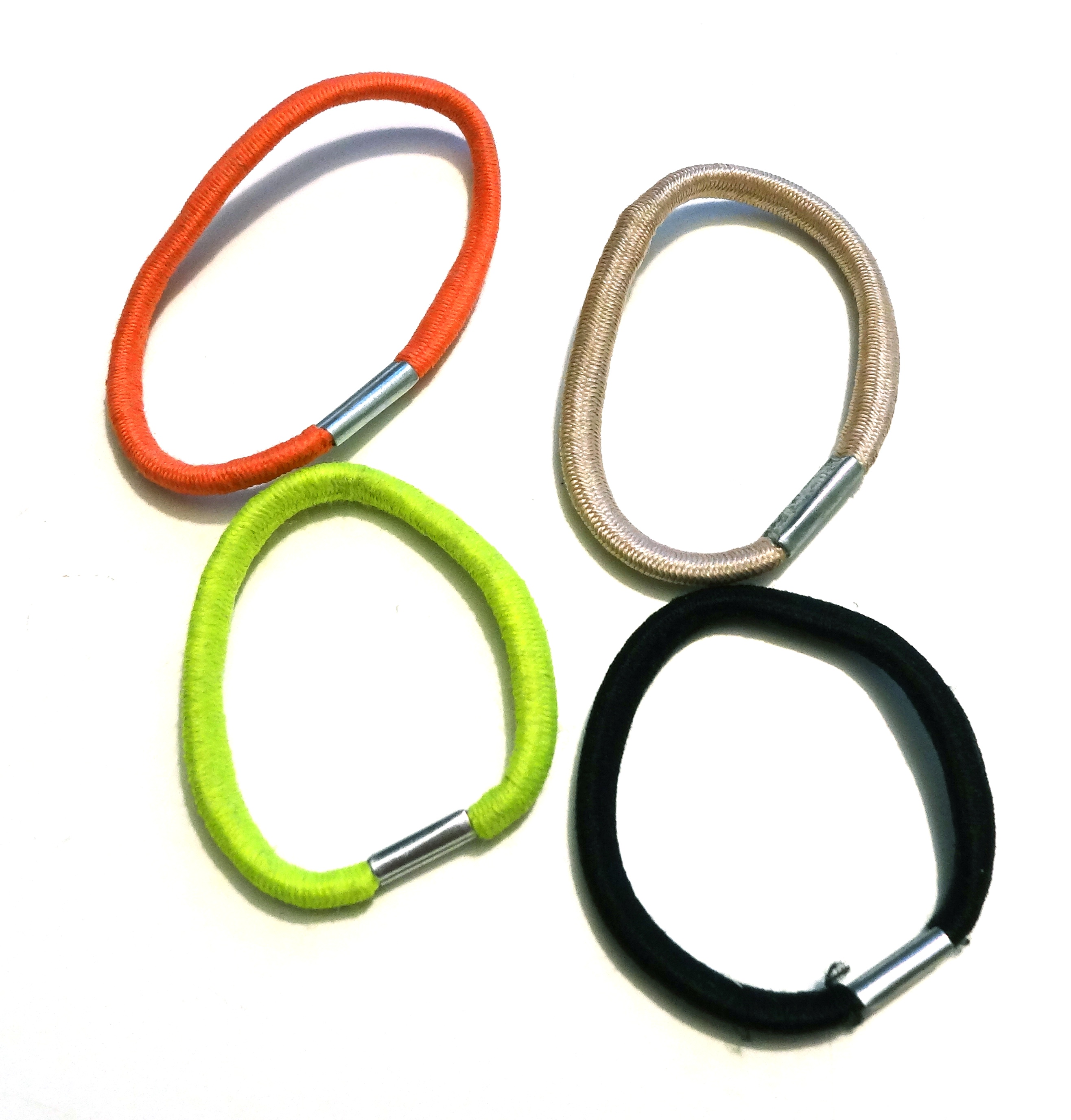
다양한 색상의 머리끈

머리끈은 머리카락, 특히 긴 머리를 얼굴과 같은 부위에서 멀리 고정하는 데 사용되는 장신구이다. 머리끈을 통해 트윈테일이나 포니테일과 같은 머리스타일로도 할 수 있다.
머리끈의 탄력성과 내구성은 만드는 재료에 따라 다르다.

## 같이 보기
- 머리띠
- 고무줄